# Nom de Code : Le Nettoyeur
Pour plus de détails, voir Fiche technique et Distribution.
Nom de Code : Le Nettoyeur (Code Name : The Cleaner) est un film américain d'action/comédie réalisé en 2007 par Les Mayfield.

## Synopsis
Un homme se réveille à côté du cadavre d'un agent du FBI. Ne se souvenant plus de rien, il cherche à recouvrer la mémoire tout au long de rencontres dangereuses qui le mènent à s’interroger sur ce qu'il est vraiment, un simple concierge ? ou un agent secret en mission sous couverture ?

## Accroche
In a durty world, he's our only hope ((fr) Dans un monde sale, il est notre seul espoir).

## Fiche technique
- Titre français: Nom de Code : Le Nettoyeur
- Titre québécois: Nom de Code : Nettoyeur
- Titre original : Code Name : The Cleaner
- Réalisation : Les Mayfield
- Scénario : Robert Adetuyi et George Gallo
- Production : Brett Ratner, Eric Rhone et Jay Stern
- Musique : George S. Clinton
- Distribution : New Line Cinema
- Langue : anglais
- Genre : Action, comédie, espionnage
- Budget : $27 000 000 US
- Dates de sortie :
  - États-Unis : 5 janvier 2007
  - France : non sorti

## Distribution
- Cedric the Entertainer (VF : Éric Aubrahn ; VQ : François L'Écuyer) : Jake Rodgers
- Lucy Liu (VQ : Anne Dorval) : Gina
- Nicollette Sheridan (VQ : Hélène Mondoux) : Diane
- Mark Dacascos (VQ : Sylvain Hétu) : Eric Hauck
- DeRay Davis (VQ : Gilbert Lachance) : Ronnie
- Kevin McNulty (VQ : Marc Bellier) : Docteur Soames
- Niecy Nash (VQ : Johanne Garneau) : Jacuzzi
- Callum Keith Rennie (VQ : Daniel Picard) : Shaw
- Will Patton (VQ : Luis de Cespedes) : Riley

## Anecdote
Le film à la sortie aux États-Unis a eu une limite d'âge, en effet il est interdit aux moins de 13 ans. Cependant bien d'autres films sont interdits aux moins de 13 ans aux États-Unis et tout public en France.